# SourceForge
El lloc web SourceForge és viver de projectes de programari lliure, i rebost de codi. SourceForge.net va ser creat per l'empresa VA Software però actualment és gestionat per Geeknet que en comercialitza el programari de viver i ofereix un ample rang de serveis per al cicle de vida de desenvolupament de programari.
Entre els projectes allotjats figuren PostgreSQL i CVS.